# Ушак (провінція)
Уша́к (тур. Uşak) — провінція в Туреччині, розташована в Егейському регіоні. Столиця — Ушак.
| Туреччина | Це незавершена стаття з географії Туреччини. Ви можете допомогти проєкту, виправивши або дописавши її. |